# طوفان (فیلم ۱۹۱۶)
«طوفان» (انگلیسی: The Storm) یک فیلم صامت سیاه و سفید آمریکایی در ژانر درام محصول سال ۱۹۱۶ به کارگردانی فرانک رایشر با بازی بلانش سوئیت، توماس میگن، و تئودور روبرتز است.  ظاهرا دیگر نسخه‌ای از این فیلم وجود ندارد.

## داستان
یک زن جوان از دوست سابق خود، می‌خواهد که خدمات عروسی را در عروسی خود با یک مرد دیگر انجام دهد.